# Groupe Alpha (Ukraine)
Pour les articles homonymes, voir ALFA et groupe Alpha.
Le groupe spécial « Alpha » est une branche du Service de sécurité d'Ukraine, successeur du groupe Alpha de l'Union soviétique.

## Historique
Le 28 juillet 1974, le groupe Alpha est créé sur ordre du président du KGB, Yuri Andropov, à la suite du massacre de Munich en 1972. Il pourrait avoir été créé en réponse à la création par l'Allemagne de l'Ouest du Grenzschutzgruppe 9 (ou GSG 9). En attachant une unité spéciale au bureau de la première direction générale à Moscou (plus tard la septième direction), les autorités espéraient une augmentation considérable de la capacité défensive de l'Union soviétique contre les attaques terroristes. À l'époque, d'autres forces spéciales plus offensives du KGB comprennent les groupes Zenit et Kaskad/Omega. Une autre mission importante d'Alpha était d'assurer la sécurité des dirigeants soviétiques contre les forces spéciales ennemies en temps de crise ou de guerre.
Plus tard, des unités territoriales Alpha sont établies à travers l'Union soviétique. La création d'un détachement Alpha en Ukraine est datée du 3 mars 1990. C'est alors que l'ordre est donné au chef de la 7e direction du KGB de créer le 10e groupe (Kiev) des services du groupe « A » EIR de la 7e direction du KGB. Le processus de sélection fut rigoureux. Sur les 120 candidats initiaux du KGB, seuls 15 ont réussi le cours de sélection rigoureux pour établir le premier détachement sous la direction du commandant Peter Feliksovich Zakrevskii.

### Après l'éclatement de l'URSS
L'unité territoriale de Kiev du groupe « A » est convertie en service « C » du Service de sécurité ukrainien (SBU) en 1992. Néanmoins, il continua à s'appeler officieusement « Alpha », jusqu'au 23 juin 1994, date à laquelle, par décret du président de l'Ukraine, sur la base du service « C » du SBU, est créée la direction « A » (Alpha). À ce stade, les groupes du SBU « A » se composent de 5 bureaux et bureaux régionaux basés dans chaque centre régional de l'Ukraine.

#### Crise ukrainienne de 2014
En avril 2014, au lendemain de la révolution de la dignité, lorsque les tireurs d'élite ukrainiens sont accusés de tirer sur les manifestants, l'unité est purgée et réorganisée, et bientôt utilisée par le nouveau gouvernement contre les forces séparatistes russes dans la guerre du Donbass. Fin avril 2014, trois officiers sont capturés par des membres du groupe armé de la milice populaire du Donbass dirigé par Igor Strelkov dans la ville de Horlivka, et passés à tabac en direct de la télévision russe; la porte-parole du SBU déclara que les séparatistes avaient agi sur un tuyau d'infiltrés à l'intérieur de l'agence.

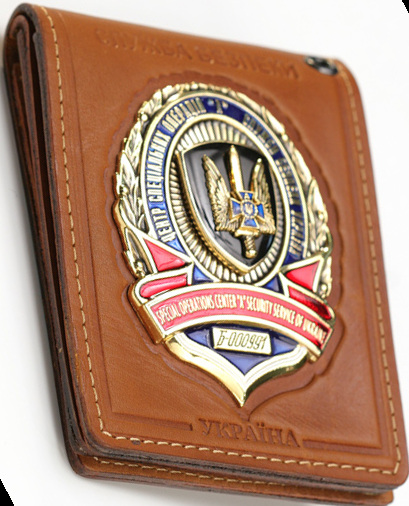
Badge du groupe A du SBU.

Alexandre Khodakovski, un ancien commandant du groupe Alfa de l'oblast de Donetsk qui déserta du service ukrainien avec plusieurs de ses hommes après la révolution, devint le commandant du bataillon Vostok et reçut plus tard le poste de ministre de la Sécurité de la république populaire de Donetsk. Ioulia Lapoutina a été chef-adjointe du Groupe-Alpha après y avoir servi plusieurs années en tant qu'officier supérieure, elle est actuellement ministre du Gouvernement Chmyhal.
Dans l'ensemble, le SBU signala qu'environ 30% des membres de son groupe Alpha dans la région du Donbass étaient portés disparus et combattaient probablement aux côtés des groupes d'insurgés de Donetsk ou de Louhansk et en mars 2014. Le groupe Alpha ne comptait plus qu'environ 200 membres actifs toujours fidèles à l'Ukraine,.

#### Invasion russe de l'Ukraine
L'unité est engagée lors de l'invasion de l'Ukraine par la Russie. Le 27 février 2022, le groupe Alpha a tendu une embuscade et anéanti un convoi dans le nord de Kiev, autour de Hostomel, composé de forces spéciales tchétchènes (les « Kadyrovtsy ») se dirigeant vers la ville. Le groupe a opéré à Kharkiv, défendant la ville lors de la bataille homonyme dans les premiers mois de l'invasion. Ses hommes prennent part à la campagne du nord-est de l'Ukraine, qui, lors de l'offensive de septembre 2022, libèrent plusieurs localités telles que Koupiansk.
Le groupe Alpha a également pour tâche de mener des opérations spéciales pour capturer des hommes de la cinquième colonne, des sympathisants russes, des espions et des infiltrés.

## Dossier opérationnel

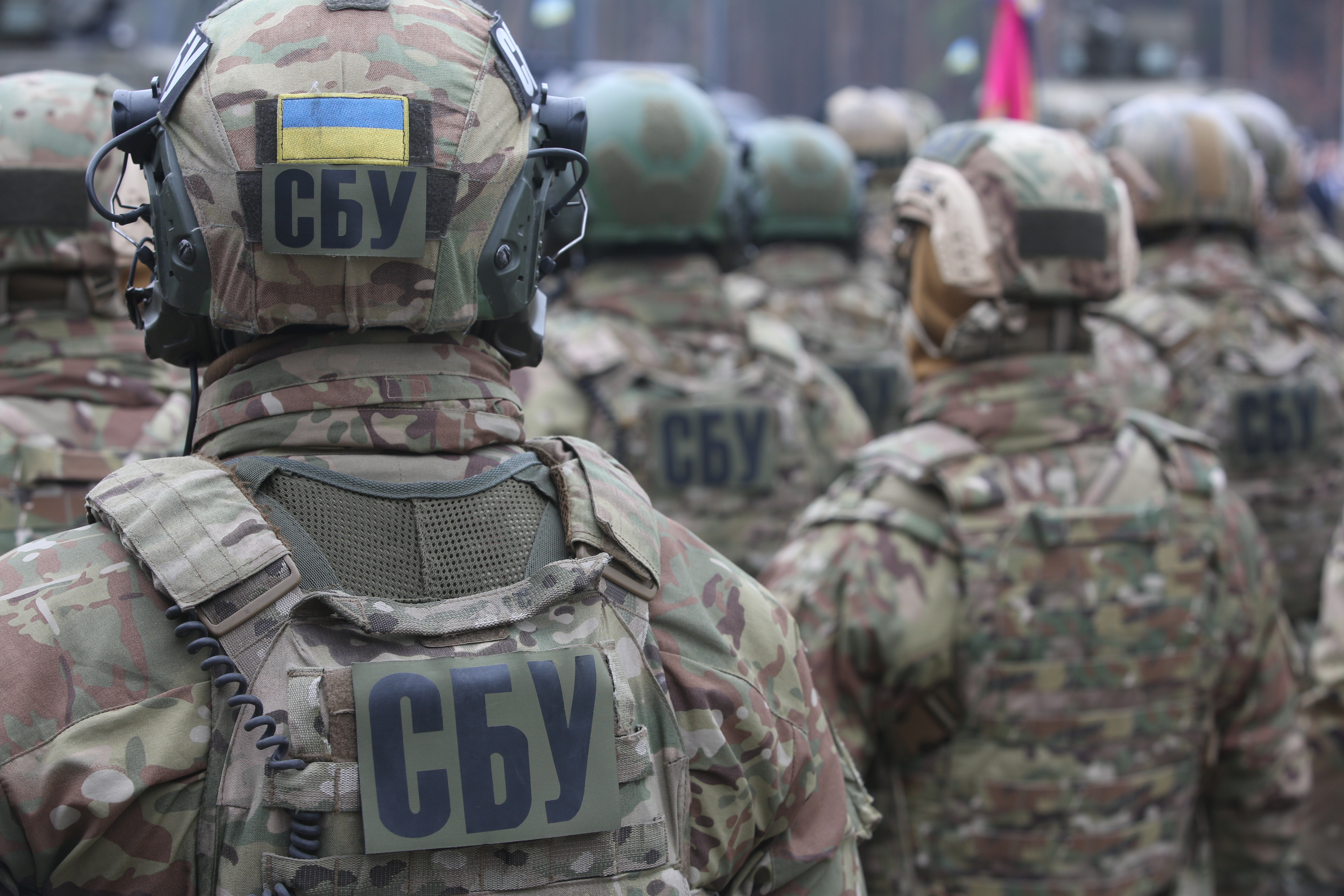
Opérateurs AG en 2017 en camouflage Multicam, marqués SBU dans le dos.

De sa création en 1994 à 2010, les membres de l'unité spéciale ont mené plus de 7 000 opérations, de la saisie d'armes aux opérations de lutte contre les stupéfiants, en passant par l'arrestation de membres de gangs organisés, sans faire de victimes.
L'unité dénombre sa première perte en juin 2014, combattant des séparatistes russes et peut-être des forces spéciales russes, dans le conflit du Donbass. En 2018, dix opérateurs Alpha du SBU ont perdu la vie dans le conflit.